# Ceropegieae
Tribu
Les Ceropegieae sont une tribu de plantes de la famille des Apocynaceae (ordre des Gentianales).

## Sous tribus
Cette tribu est divisée entre  les sous-tribus suivantes  : 
- Anisotominae
- Heterostemminae
- Leptadeniinae
- Stapeliinae